# 277 a. C.
El año 277 a. C. fue un año del calendario romano prejuliano. En el Imperio romano se conocía como el año 477 ab urbe condita.

## Acontecimientos
- Consulados de Publio Cornelio Rufino, cos. II, y Cayo Junio Bubulco Bruto, cos. II, en la Antigua Roma.[1]
- Antígono II Gonatas cruza el Helesponto y derrota a los celtas cerca de Lisimaquia en el Quersoneso tracio. Tras este éxito, es reconocido por los macedonios como rey.
- Pirro de Epiro captura la ciudad de Eryx, la mayor fortaleza de los cartagineses en Sicilia. Este triunfo provoca la defección del resto de las ciudades controladas por los púnicos en favor de Pirro.